# Miletino
Miletino (makedonska: Милетино) är en ort i Nordmakedonien. Den ligger i kommunen Brvenica, i den västra delen av landet, 40 kilometer väster om huvudstaden Skopje. Miletino ligger 501 meter över havet och antalet invånare är 1 820.